# Félix Miélli Venerando
Félix Miélli Venerando, conegut com a Félix, (São Paulo, Brasil 24 de desembre de 1937 - São Paulo, 24 d'agost de 2012) fou un futbolista brasiler.

## Selecció del Brasil
Va formar part de l'equip brasiler a la Copa del Món de 1970.

## Palmarès
- Copa Rio Branco: 1967, 1968
- Campionat Carioca: 1969, 1971, 1973, 1975, 1976
- Copa del Món de futbol: 1970